# Belagerung von Kehl (1733)
Kehl
– Pizzighettone
– Danzig
– Bitonto
– Trarbach
– Bari
– Colorno
– Parma
– Philippsburg
– Quistello
– Guastalla
– Gaeta
– Capua
– Messina
– Siracusa
– Klausen
– Trapani
Die Belagerung von Kehl (14.–28. Oktober 1733) war eine der Eröffnungsaktionen des französischen Rheinfeldzugs im Polnischen Thronfolgekrieg in der Festungsstadt Kehl in der Oberrheinischen Tiefebene im Heiligen Römischen Reich. Eine große französische Armee unter dem Kommando des Herzogs von Berwick belagerte und eroberte die Festung, die nur schwach besetzt und in schlechtem Zustand war.

## Kontext

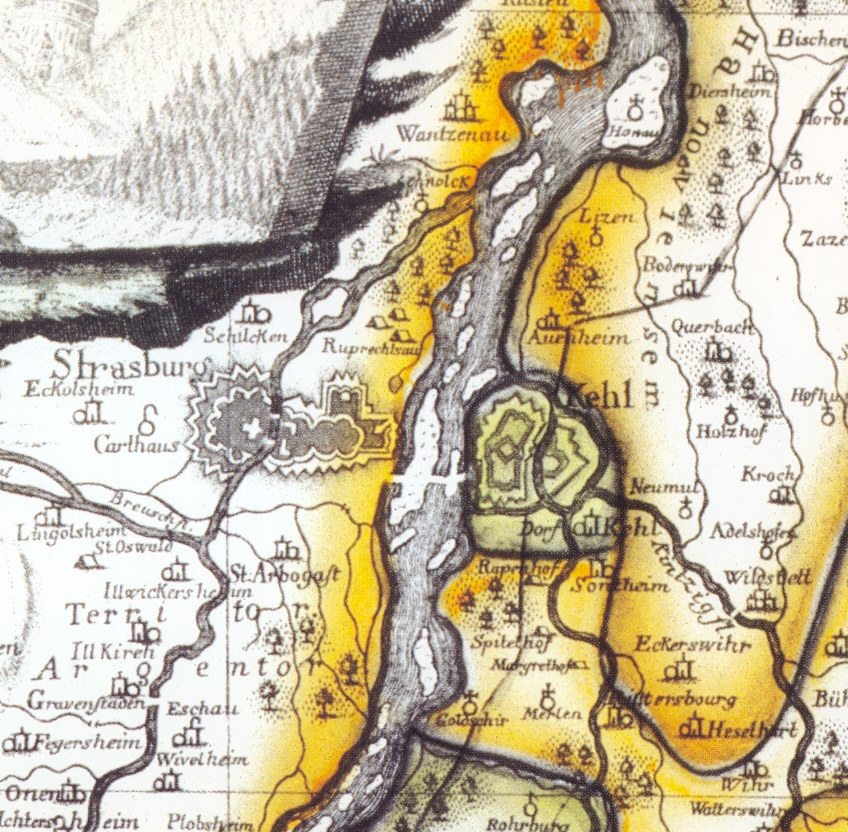
Festung Kehl und Straßburg 1788

Nach dem Tod von August II. am 1. Februar 1733 beanspruchten sowohl sein Sohn August III. als auch Stanislaus I. Leszczyński, der Schwiegervater Ludwigs XV. den polnischen Thron. Während ein Doppelgänger angeblich Brest auf dem Seeweg verließ, durchquerte Stanislaus Deutschland inkognito und traf am 8. September in Warschau ein. Am 12. September wurde Stanislaus vom Reichstag zum König von Polen gewählt.
Nach seiner Wahl marschierten Russland und Österreich (zur Unterstützung von August III.) in Polen ein. Am 22. September musste Stanislaus, der über keine eigene Armee verfügte, in Danzig Zuflucht suchen, um dort auf die ihm versprochene französische Hilfe zu warten. Am 5. Oktober wurde August III. unter dem Schutz der russischen Truppen in Warschau zum König ausgerufen. Großbritannien, die Republik der Vereinigten Niederlande, Schweden, Dänemark und die Republik Venedig anerkannten die österreichisch-russische Aggression gegen Polen als Casus Belli und verpflichteten sich, neutral zu bleiben. Spanien, das das Königreich Neapel begehrte, und Sardinien, das das Herzogtum Mailand begehrte, stellten sich auf die Seite Frankreichs.
Die Höflinge Ludwigs XV. (darunter der Prince de Conti und die Comte d’Eu, de Clermont, de Charolais, Belle-Isle, der Duc de Richelieu, aber auch Moritz von Sachsen, der Halbbruder Augusts III.) schlossen sich unter dem Marschall James FitzJames zusammen, um ein Heer für den Einmarsch ins Rheinland zu bilden, mit dem Ziel, Österreich von den Ereignissen in Polen abzulenken und das Herzogtum Lothringen zu gewinnen.

## Vorgeschichte
Das Dorf und die Festung Kehl befanden sich in der Nähe der Markgrafschaft Baden im Heiligen Römischen Reich, gegenüber der französischen Stadt Straßburg auf der anderen Seite des Rheins. Die Festung Kehl und die nördlich davon gelegene Festung Philippsburg dienten der strategischen militärischen Kontrolle der wichtigsten Übergänge über den Oberrhein, der die Grenze zwischen dem französisch kontrollierten Elsass und den verschiedenen Fürstentümern des Reiches bildete.
Nominell war der Kaiser für die Instandhaltung und Verteidigung der Festung zuständig, doch gehörte sie zum Schwäbischen Reichskreis, der weitgehend vom Herzogtum Württemberg beherrscht wurde. Obwohl im Januar 1733 einige kaiserliche Truppen dort stationiert waren, war der Kommandant der Festung der württembergische Generalleutnant Freiherr Ludwig Dietrich von Pfuhl, und der größte Teil der Garnison bestand aus schwäbischen Truppen. Als der Krieg ausbrach, waren zahlreiche Arbeiten zur Instandsetzung und zum Ausbau der Festung im Gange, aber die wichtigsten Verteidigungsanlagen in der Nähe des Rheins waren unvollständig.
Am 12. Oktober marschierten die französischen Truppen unter Belle-Isle und Silly in das Herzogtum Lothringen ein und nahmen dessen Hauptstadt Nancy ein. Die Kontrolle über das restliche Lothringen war schnell hergestellt, und die beiden Befehlshaber ließen im gesamten Herzogtum Garnisonen zurück, bevor sie den Großteil ihrer Truppen ins Elsass schickten, um sich auf den Feldzug am Rhein zu konzentrieren.
Ebenfalls am 12. Oktober befahl Berwick den Truppen des Straßburger Feldlagers, den Rhein zu überqueren. An einer Stelle bei Auenheim, etwa 4 km unterhalb von Kehl, errichteten sie eine Schiffsbrücke und setzten 4.000 Mann ans Ostufer über. Bei Goldscheuer, 7 km oberhalb der Festung, begannen sie mit dem Bau einer weiteren Brücke. Zwei Tage später hatte der größte Teil von Berwicks Armee den Rhein überquert. General Pfuhl zerstörte, als die Franzosen sich in Bewegung setzten, die Brücke zwischen Kehl und Straßburg und zerstörte auch die Häuser und anderen Gebäude außerhalb der Festung, die den angreifenden Franzosen irgendeinen Schutz bieten konnten.

## Belagerung
Berwick ordnete zunächst den Bau einer Circumvallation an. Für den Bau dieser Linie, die an beiden Enden durch den Rhein oberhalb und unterhalb der Festung verankert wurde, wurden unter anderem Dorfbewohner eingesetzt. Berwicks Quartiermeister forderten von den umliegenden Dörfern auch die Lieferung von Lebensmitteln an die Belagerer. Der Herzog von Württemberg unterzeichnete einen Liefervertrag, der in Berichten an den Kaiser als unter größtem Zwang abgeschlossen bezeichnet wurde.
Am 17. Oktober war Berwick bereit, mit dem Ausheben von Belagerungslinien zu beginnen, und es wurde Pfuhl klar, dass das dem Fluss zugewandte Hornwerk der Festung Berwicks Ziel war, als dieser mit dem Bau von Batterien auf der Insel zwischen Kehl und Straßburg begann. Am 18. Oktober erteilte Pfuhl seinen Befehlshabern detaillierte Anweisungen über die Taktik der Verteidigung und des Rückzugs. Das Hornwerk sollte so lange gehalten werden, bis es entweder durchbrochen oder seine Artillerie unbrauchbar gemacht wurde. Dann sollten sich die Verteidiger zunächst auf den gedeckten Weg zwischen dem Hornwerk und der Hauptfestung und dann auf die eigentliche Festung zurückziehen.
In der Nacht des 19. Oktober begannen die Franzosen mit dem Ausheben von Belagerungsgräben. Am 21. Oktober erreichten die Belagerungslinien eine unvollendete Lünette auf der dem Rhein zugewandten Seite der Festung, und am 23. Oktober begannen die Franzosen, dort eine Batterie zu errichten. Die Verteidiger beschränkten sich zu diesem Zeitpunkt auf Musketen und Granaten, da die meisten ihrer Geschütze abmontiert oder durch feindliches Feuer zerstört worden waren.
Am 23. Oktober eröffneten die Franzosen nicht nur das Feuer auf das Hornwerk, sondern begannen auch, die Mauern der Hauptfestung mit Kanonenfeuer zu beschießen. Nach zwei gescheiterten Angriffen der Grenadiere von Berwick gelang es ihnen, das Hornwerk kurzzeitig zu besetzen; am nächsten Tag wurde es von den Deutschen wieder eingenommen. Die Verteidiger versuchten einen Vorstoß gegen die französischen Stellungen in der Nähe des Hornwerks, der jedoch zurückgeschlagen wurde. Am 27. Oktober hatten die Franzosen zahlreiche Batterien aufgestellt und nahmen die Hauptbefestigung gnadenlos unter Beschuss. Gegen 16 Uhr am 28. Oktober entfacht das französische Sperre ein so starkes Feuer auf das Hornwerk, dass der Kommandant Pfuhl um die Erlaubnis bat, sich zurückzuziehen, die ihm auch erteilt wird. Pfuhl hielt daraufhin eine Versammlung ab, in der festgestellt wurde, dass nur 500 Mann kampffähig waren und die Festung höchstens noch drei Tage standhalten konnte. Daher hisste Pfuhl am 28. Oktober gegen 20 Uhr die weiße Flagge.
Die Garnison marschierte am 31. Oktober mit allen Ehrenbezeugungen aus der Festung und wurde zur kaiserlichen Verteidigungslinie nach Ettlingen eskortiert.

## Nachwirkungen
Ein Einbruch schlechten Wetters beendete den französischen Feldzug für dieses Jahr, und Berwick, nachdem er seine Kontrolle über das Gebiet gefestigt hatte, quartierte seine Truppen für den Winter auf der französischen Seite des Rheins ein. Im Jahr 1734 setzte Berwick den Feldzug rheinabwärts fort, flankierte erfolgreich die Ettlinger Linie und setzte den Krieg mit der Belagerung von Philippsburg fort, bei der er durch eine Granate getötet wurde. Diese Belagerung wurde von seinem Stellvertreter, dem Marquis d’Asfeld, erfolgreich beendet und markierte das Ende bedeutender militärischer Operationen im Rheintal für diesen Krieg. Gemäß dem Wiener Vertrag von 1738, der den Krieg beendete, zog sich Frankreich schließlich aus Kehl und Philippsburg zurück, annektierte aber Lothringen.